# Galenia ecklonis
Galenia ecklonis är en isörtsväxtart som beskrevs av Wilhelm Gerhard Walpers. Galenia ecklonis ingår i släktet galenior, och familjen isörtsväxter. Inga underarter finns listade i Catalogue of Life.